# Samospalenie (pseudonauka)
Ten artykuł opisuje teorie, metody lub czynności niezgodne ze współczesną wiedzą medyczną.
Samospalenie (określane również jako samozapłon, ang. Spontaneous human combustion, skrót SHC) – zjawisko polegające na samozapłonie ludzkiego ciała z nieznanych przyczyn. Istnienie zjawiska nie zostało udowodnione naukowo.

## Charakterystyka
Zdaniem osób, przekonanych co do faktycznego występowania samospalenia, typowymi zjawiskami zachodzącymi w jego trakcie są jasnoniebieski kolor płomieni oraz gęsty gryzący dym wydobywający się z ciała. Do tego dochodzi jeszcze syk do złudzenia przypominający syk ulatniającego się gazu. Z ciała pozostają tylko popioły – nawet kości ulegają spaleniu, co może świadczyć o olbrzymiej temperaturze ognia albo długim czasie spalania.

## Samozapłon w badaniach akademickich
Na uniwersytecie w Leeds doktor D. J. Gee jako pierwszy zaczął poważne badania nad zjawiskiem samozapłonu. Jakiś czas później wyniki eksperymentu przedstawił w czasopiśmie Medicine, Science and the Law. Według nich picie alkoholu w żadnym wypadku nie oddziałuje na fenomen samozapłonu.
Możliwe, że od źródeł ognia zapalają się ubrania lub sprzęty, od nich zapala się ciało, wytapia się z niego tłuszcz (który znajdowano w okolicy „samospalonych” osób), tłuszcz podsyca ogień i po dostatecznie długim czasie nawet w stosunkowo niskiej temperaturze (niższej od 1300 stopni w piecu krematoryjnym) następuje spopielenie całego ciała, włącznie z kośćmi. Czasami jednak nie ma ewidentnych dowodów na istnienie źródła, które mogłoby spowodować pożar.

## Samospalenie w hinduizmie
- Jedna ze współczesnych osób rekomendująca konieczność rozwoju badań naukowych nad energią kundalini, Indus Gopi Krishna, doświadczający w swoim ciele przez okres kilku miesięcy szczególnie silnego źródła ciepła (Od środka trawił go ogień, jakby w jego wnętrzu buchał piec[2]) wspomina przestrogę wypowiedzianą przez guru jego szwagra. Hinduistyczny guru przestrzegał iż w przypadku, gdy zajdzie rozbudzenie i przesunięcie kundalini śakti z poziomu muladharaćakry w górę ciała kanałem nazywanym w fizjologii mistycznej hathajogi i tantryzmu jako pingalanadi (kanał słoneczny, przeciwległy dla idanadi – kanału księżycowego)

można spłonąć na śmierć z powodu nadmiernego wewnętrznego żaru

.
- O odczuwaniu gorąca, wypalającego od wewnątrz ciało i powodującego utratę wagi, podczas praktykowania zaleconej przez swojego guru sadhany, wspomina w autobiograficznej książce Swami Muktananda Paramahansa:

It grew so hot that it started to burn me everywhere..., it went on burning as if on fire.

Bhagawan Nityananda objaśniał mu: 

It is the burning radiance of yoga

 i dla ulgi polecał stosować substancję z rośliny khus. Muktananda wiąże te doznania z oczyszczaniem drugiego z czterech subtelnych ciał istoty ludzkiej (śarira), postrzeganego przez mistyków indyjskich w wizjach w formie białego płomienia. Ciału temu patronuje biała bogini Sweteśwari, a jaźń związana z tym ciałem nazywana jest tajdźasa.
- Intensywny proces przepływu prany, odbywający się w sposób niekontrolowany i przez kanały (nadi) drugorzędne zamiast przez kanał centralny suszumnanadi, może być przyczyną szaleństwa, samospalenia lub śmierci[6].
- Swami Rama w swej książce: „Żyjąc wśród himalajskich mistrzów” wymienia wśród sposobów osiągania mahasamadhi również samospalenie w ciągu ułamka sekundy, poprzez medytację na manipuraćakrze (ćakrze splotu słonecznego)[7].
- Bhagawatapurana przedstawia boginię Sati świadomie rezygnującą z życia, jako siedzącą twarzą na północ i obejmowaną przez ogień palący jej ciało fizyczne, będący celowym następstwem jej wejścia w stan medytacji[8]

zapowiedziała, że nie będzie dłużej używać powłoki fizycznej otrzymanej od Dakszy. Siadła na ziemi z twarzą skierowaną na północ i wkrótce jej ciało objął ogień zrodzony z głębokiej medytacji

- Informacja o takiej genezie ognia pojawia się również w poemacie Ćandimangal (59-63) Mukundaramy Ćakrawartiego:

w ciele Sati dzięki mocy jogi zapłonął ogień

- zdaniem autorów hinduistycznych, wewnętrzny ogień pochodzący z sat nie powoduje bólu fizycznego podczas rytualnego samobójstwa wdowy (sati), analogicznie jak wewnętrzny ogień jogi (trl. yogāgni) w opowieści o samospaleniu się Sati, żony Śiwy[10]

## Literatura przedmiotu
- Ablaze! The Mysterious Fires of Spontaneous Human Combusion, Larry E. Arnold, ISBN 0-87131-789-3, ISBN 978-0871317896, Wydawca: M. Evans & Company,